# Verolat
El verol o verolat de la vinya és una etapa en el cicle de la vinya, en que el raïm comença a agafar el seu color autèntic, passant del verd immadur al color propi de cada varietat en el seu camí cap a la maduració. El terme s'empra en la viticultura, per descriure una de les fases del cicle de maduració del raïm.

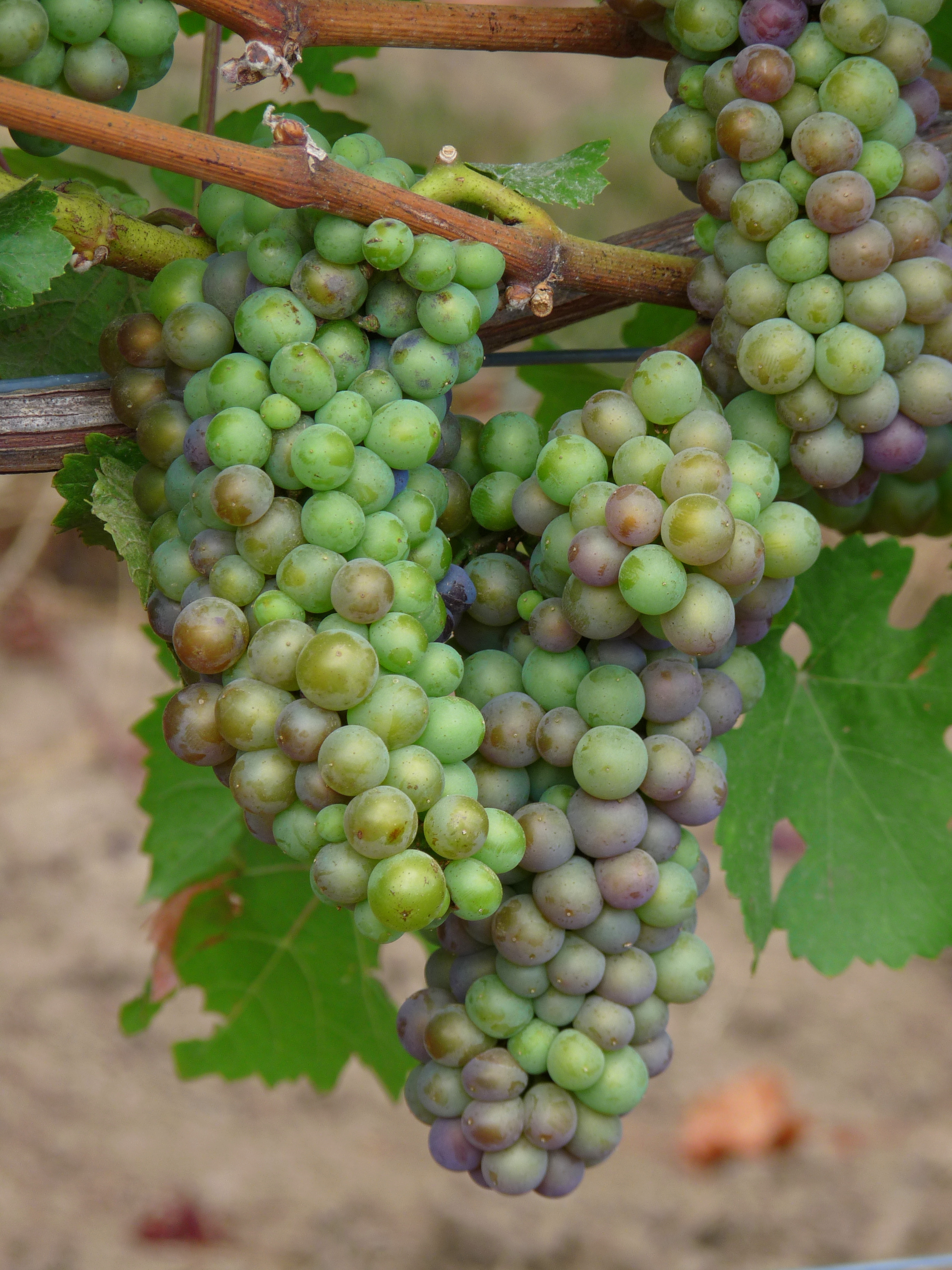
Raim de la varietat pinot noir als primers moments del verolat

El terme verol també s'aplica al cultiu de l'oliva.

## Etimologia, terminologia
La paraula «verol» prové del llatí *variŏlu, dim. de varius, ‘pintat’, mentre que «verolat» és el participi del verb «verolar», que al seu torn prové de «verol». En francès aquesta etapa es diu véraison i en anglès veraison, en castellà envero, i en italià invaiatura.
Un adjectiu relacionat amb el verol és 'enverat', que vol dir mig verd, mig madur, o que tot just verola, en un estat encara verdós, ja que 'enverar' és sinònim de 'verolar'.

## Descripció
Es produeix un canvi en el color dels raïms, de manera que les varietats negres s'acoloreixen amb les antocianines o pigments vermells i blavosos, mentre que les varietats blanques es tornen rosses o grogues. A partir d'aquest moment, el pigment del raïm ja no és verd, com passava quan les baies estaven immadures i devien el seu color exclusivament a la clorofil·la. 
El verolat representa una transició entre el creixement del raïm i la seva maduració. El procés té lloc a l'estiu i pot considerar-se el començament d'un compte enrere que permet calcular aproximadament, al cap d'uns 45-50 dies, l'instant de la verema. Aquest termini de maduració depèn de les varietats i dels climes on es conreï la planta. La ciència de la viticultura determina quins són els paràmetres ideals de maduresa en els raïms. Quan s'aconsegueixen aquests valors —decisius per a la posterior elaboració dels vins— pot efectuar-se la verema.

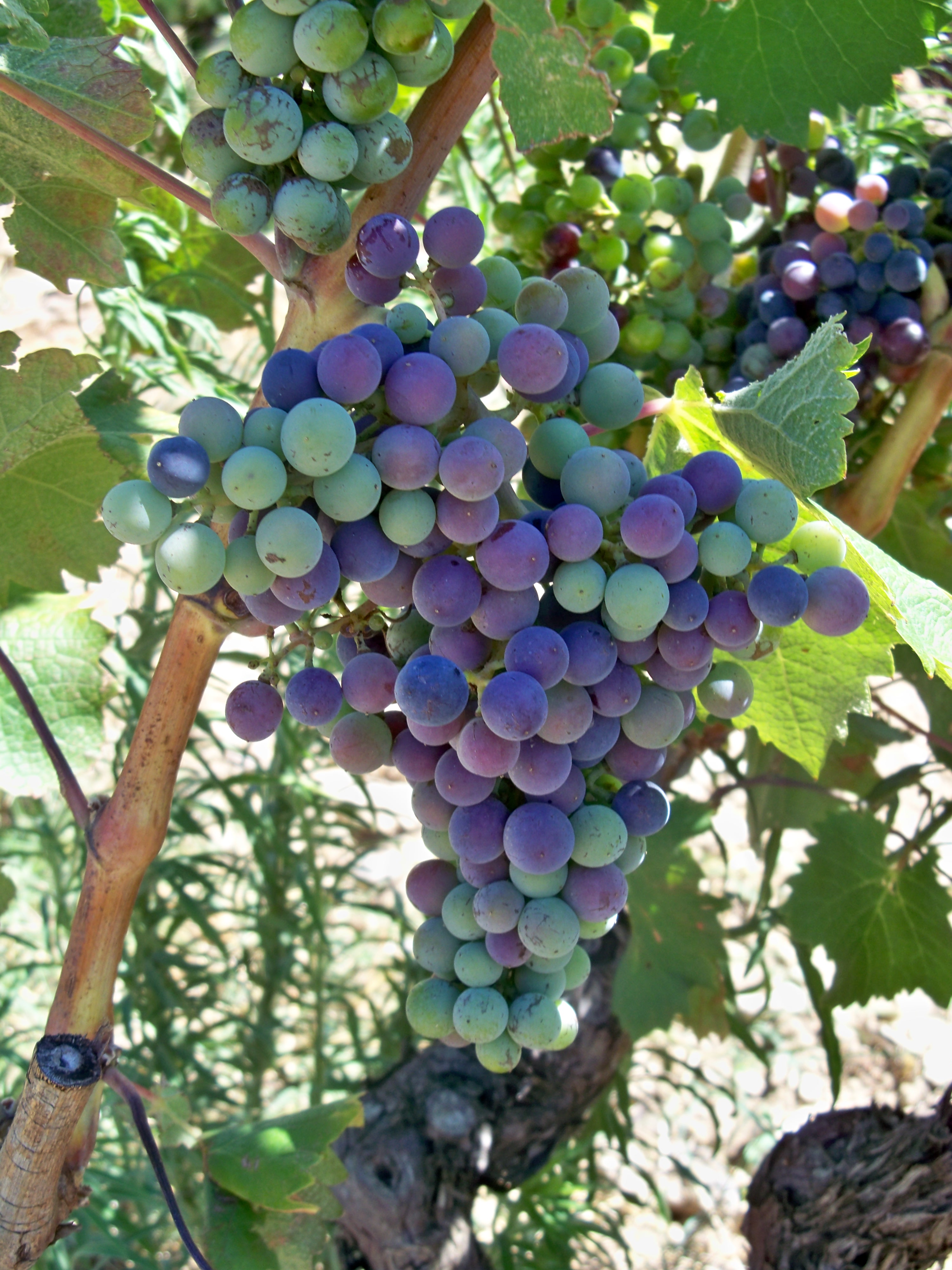
Raïm verolant a la regió vinícola de Chateauneuf du Pape, a Castèunòu dau Papa.